# Jednym strzałem
Jednym strzałem (ang. One Shot) – dziewiąta powieść serii z Jackiem Reacherem, brytyjskiego pisarza Lee Childa, wydana w 2005 roku w Wielkiej Brytanii oraz Stanach Zjednoczonych przez wydawnictwo Bantam Dell. Pierwsze polskie wydanie ukazało się nakładem wydawnictwa Albatros w październiku 2006 r. Tytuł powieści odnosi się do credo wojskowych snajperów: ang. One Shot, One Kill.

## Zarys fabuły
W małej miejscowości stanu Indiana, w godzinach szczytu samotny, dobrze ukryty, uzbrojony bandyta strzela do tłumu ludzi w publicznym miejscu i sześcioma, precyzyjnymi strzałami zabija pięć przypadkowych osób. Na miejscu zbrodni zostawia po sobie wyraźne ślady popełnionego przestępstwa, więc zostaje szybko namierzony. Zebrane przez policję dowody jednoznacznie i niepodważalnie wskazują na Jamesa Barra – byłego snajpera wojskowej piechoty. Zostaje aresztowany, ale stanowczo twierdzi, iż jest niewinny, jednocześnie odmawiając rozmowy z adwokatem wypowiada tylko jedno zdanie: „Przyprowadźcie mi Jacka Reachera”. Nie wie, że Reacher – który w tym czasie przebywał na słonecznej plaży w Miami i wiadomościach oglądał relację o tej bezsensownej masakrze – jest już w drodze. W tym czasie Barr zostaje w więzieniu brutalnie pobity i traci pamięć o wydarzeniach z feralnego dnia morderstwa. Jack Reacher zmuszony jest więc do konstruowania wniosków tylko na podstawie dostępnych dowodów. Zebrane przez niego informacje dowodzą, że James Barr jest osobą całkowicie niewinną, a to jednocześnie oznacza, że snajperem musiał być zupełnie ktoś inny.

## Informacje wydawnicze
Pierwsze polskie wydanie powieści zostało wydane przez wydawnictwo Albatros w 2006 r. pod tytułem Jednym strzałem. Kolejne wydania książki ukazały się w 2008, 2012 oraz ze zmienioną wersją okładki w 2013 r. Powieść została także wydana w formie e-booka oraz audiobooka, którą czyta Wiktor Zborowski.
| Informacje wydawnicze | Wydanie I                                 | Wydanie II1            | Wydanie III2           | Wydanie IV2            | E-book                 | Audiobook              |
| --------------------- | ----------------------------------------- | ---------------------- | ---------------------- | ---------------------- | ---------------------- | ---------------------- |
| Wydawnictwo           | Albatros                                  | Albatros               | Albatros               | Albatros               | Albatros               | Albatros               |
| Tytuł                 | Jednym strzałem                           | Jednym strzałem        | Jednym strzałem        | Jednym strzałem        | Jednym strzałem        | Jednym strzałem        |
| ISBN                  | ISBN 83-7359-330-6 ISBN 978-83-7359-330-5 | ISBN 978-83-7359-654-2 | ISBN 978-83-7659-804-8 | ISBN 978-83-7659-937-3 | ISBN 978-83-7659-475-0 | ISBN 978-83-7359-986-4 |
| Data wydania          | 2006-10-10                                | 2008-03-31             | 2012-02-08             | 2013-01-09             | 2012/07                | 2008/01                |
| Liczba stron          | 399, [1]                                  | 399, [1]               | 399, [1]               | 400                    | bd.                    | 15:28:05 h             |
| Oprawa/Format         | miękka                                    | miękka                 | miękka                 | miękka                 | MOBI/EPUB              | MP3                    |
| Wymiary [mm]          | 125x195                                   | 110x175                | 140x210                | bd.                    | nd.                    | 849,9 MB               |

1: Seria wydawnicza „Literka” (wydanie kieszonkowe/pocket).

2: Zmieniony projekt okładki.

## Nagrody i nominacje
- 2006: nominacja do nagrody „Best Mystery Novel” – „The Macavity Award”[1].
- Bestseller New York Times[2].

## Adaptacja filmowa
Książka „Jednym strzałem” została sfilmowana przez wytwórnię Paramount Pictures. Światowa premiera filmu „Jack Reacher” odbyła się 21 grudnia 2012 r. w Stanach Zjednoczonych. Scenariusz i reżyseria Christopher McQuarrie. W główną rolę tytułowego bohatera wcielił się Tom Cruise.
W ekranizacji swojej powieści, Lee Child otrzymał niewielką, epizodyczną rolę oficera policji siedzącego przy biurku w komisariacie.